# Quarteto 1111
O Quarteto 1111 é uma banda portuguesa, formada em 1967, no Estoril.

## História
Um dos muitos grupos inspirados nos Shadows era o Conjunto Mistério, mais tarde chamado Quarteto 1111. Este nome foi inspirado no número de telefone onde decorriam os ensaios. O grupo era formado por Miguel Artur da Silveira, José Cid, António Moniz Pereira e Jorge Moniz Pereira.

### Primeiro EP
O primeiro EP é A Lenda de El-Rei D. Sebastião, que conseguiu ser o primeiro disco português a tocar no programa Em Órbita do Rádio Clube Português. Os trabalhos seguintes do Quarteto 1111 seguem o caminho iniciado com A Lenda de El-Rei D. Sebastião. Em 1968 concorrem ao festival RTP da Canção interpretando Balada para D. Inês, que se classifica em 3.º lugar.

### Primeirossingles
Em 1968, já com Mário Rui Terra no lugar de Jorge Moniz Pereira, é publicado o single Meu Irmão / Ababilah, e no ano seguinte saem dois outros trabalhos no mesmo formato (Nas Terras do Fim do Mundo e Génese/Monstros Sagrados)

### Primeiro álbum e censura
O grupo teve bastantes problemas com a Censura, por causa de canções que tinham uma forte carga política e contestatária. Em 1970 é assim publicado o primeiro LP, simplesmente intitulado Quarteto 1111. Este álbum foi mandado retirar do mercado, pela Comissão de Censura, devido a temas como Lenda de Nambuangongo e Pigmentação.
Ainda em 1970, Tozé Brito, proveniente dos Pop Five Music Incorporated, entra para o lugar de Mário Rui Terra. Logo de seguida, o grupo começa também a cantar em inglês.

### Evolução
Em 1971, o grupo actua no Festival de Vilar de Mouros. Um ano depois, surge a oportunidade de ir gravar a Inglaterra as canções que tinham apresentado ao vivo no Festival dos Dois Mundos, em Lisboa. Surgem assim os Green Windows, grupo de cariz mais ligeiro que o Quarteto 1111 e que co-existe com este.
Em 1973, o Quarteto 1111 grava com Frei Hermano da Câmara o LP Bruma Azul do Desejado. Um ano depois, é publicado o LP Onde, Quando, Como, Porquê, Cantamos Pessoas Vivas - Obra-Ensaio de José Cid, um trabalho nitidamente influenciado pelo rock progressivo de grupos como os King Crimson ou os Renaissance.

### Final do grupo
Depois do abandono de José Cid, em 1975, o Quarteto 1111 continua, chegando a participar de novo no Festival RTP da Canção, em 1977, com o tema O Que Custar. A formação de então já não tinha, no entanto, nenhum membro da original, dissolvendo-se pouco depois.
José Cid, Mike Sergeant, Tózé Brito e Michel ainda voltariam a juntar-se em 1987, para gravar o single Memo / Os Rios Nasceram Nossos, que marca o final da carreira discográfica do grupo.

## Discografia

### Álbuns de estúdio
- 1970 - Quarteto 1111
- 1973 - Bruma Azul do Desejado (com Frei Hermano da Câmara)
- 1974 - Onde, Quando, Como, Porquê, Cantamos Pessoas Vivas - Obra-Ensaio de José Cid

### Singles
- 1968 - "Meu Irmão" / "Ababilah"
- 1969 - "Nas Terras do Fim do Mundo"
- 1969 - "Génese" / "Os Monstros Sagrados"
- 1970 - "Todo o Mundo e Ninguém" / "É Tempo de Pensar em Termos de Futuro"
- 1970 - "Back to the Country" / "Everybody Needs Love, Peace and Food"
- 1971 - "Ode to the Beatles" / "1111"
- 1972 - "Sabor a Povo" / "Uma Nova Maneira de Encarar o Mundo"
- 1976 - "Lisboa À Noite" / "Canção do Mar"
- 1977 - "O Que Custar"
- 1987 - "Memo" / "Os Rios Nasceram Nossos

### EP
- 1967 - A Lenda de El-Rei D.Sebastião
- 1967 - Balada para Dona Inês
- 1968 - Dona Vitória
- 1970 - Domingo Em Bidonville

### Compilações
- 1981 - Antologia da Música Popular Portuguesa
- 1993 - A Lenda Do Quarteto 1111 (CD, EMI-Valentim de Carvalho)[1]
- 1996 - A Lenda De El-Rei D. Sebastião (CD, EMI-Valentim de Carvalho, Colecção Caravela)[2]
- 2005 - Singles and EP